# Hilde Jennings

Hilde Jennings um 1928 auf einer Fotografie von Alexander Binder

Hilde Jennings (* 21. Dezember 1906 als Elisabeth Hildegard Rogge in Bad Freienwalde, Mark Brandenburg; † Ende der 1970er, Prschewalsk) war eine deutsche Schauspielerin und Tänzerin mit zahlreichen Auftritten im Stummfilm.

## Leben und Wirken
Die aus der Mark Brandenburg stammende Hilde Jennings erhielt als junges Mädchen Ballettunterricht und wurde anschließend als Tänzerin an eine russische Balletttruppe verpflichtet, mit der sie auf Tourneen nach Italien, Spanien und Marokko ging. Nach zwei Jahren Auslandsaufenthalt erhielt Jennings eine Verpflichtung an die Staatsoper Berlin.
Noch keine 18 Jahre alt, gab sie ihren Einstand beim Film: Hilde Jennings trat als Tänzerin in dem Lotte-Neumann-Film Die Brigantin von New York vor die Kamera. In den kommenden fünf Jahren erhielt Hilde Jennings überwiegend tragende Nebenrollen in wenig bedeutsamen Stummfilmen. Tragende Aufgaben übernahm sie 1927 in Arme kleine Colombine und (an der Seite von Stummfilm-Legende Asta Nielsen) in Dirnentragödie.
Mit Anbruch des Tonfilmzeitalters war ihre Leinwandlaufbahn bereits beendet. Hilde Jennings zog mit ihrem Mann, dem Regisseur Michail Dubson (1899–1961), der sie 1929 in Zwei Brüder besetzt hatte, in dessen sowjetische Heimat und wirkte in vier russischsprachigen Filmen mit, der letzte (Bolschije krilja) unter Dubsons Regie. Danach arbeitete sie als Gestalterin für eine Konsumgüterfabrik in Moskau.
Laut Auskunft der Menschenrechtsorganisation Memorial wurde sie am 24. Juni 1941 wegen Spionageverdachts festgenommen und auf Beschluss der Troika des NKWD der UdSSR vom 8. April 1942 für schuldig befunden und zu 5 Jahren Verbannung in Nordkasachstan verurteilt. Im Juni 1942 kam sie in das Dorf Chulaktau in der Region Dshambul der Kasachischen SSR.
Nach ihrer Freilassung 1955 lebte sie in Prschewalsk in Kirgisien.

## Filmografie
- 1924: Die Brigantin von New York
- 1925: O alte Burschenherrlichkeit
- 1926: Die von der Waterkant
- 1926: Wenn Menschen irren
- 1926: Die Kleine und ihr Kavalier
- 1926: Die Frauen von Folies Bergère
- 1927: Arme kleine Colombine
- 1927: Dirnentragödie
- 1927: Der Sträflingskavalier
- 1927: Der Geisterzug
- 1927: Orientexpress
- 1928: Die letzte Galavorstellung des Zirkus Wolfsohn
- 1928: Moral
- 1928: Die Rothausgasse
- 1928: Der erste Kuß
- 1928: Das deutsche Lied
- 1928: Diebe. 10000 Mark Belohnung
- 1928: Indizienbeweis
- 1929: Die weiße Nacht
- 1929: Sünde und Moral
- 1929: Zwei Brüder
- 1929: Sei gegrüßt, Du mein schönes Sorrent
- 1931: Dwe dorogi
- 1934: Wessenije dni
- 1935: Hishina starogo Luwena
- 1937: Bolschije krilja